# 申渐高
申渐高（？—？），五代十国时南唐优伶，善吹三孔笛，升元年间，为教坊部长。

## 故事

### 讽谏减税
烈祖李昪在位时，官府横征暴敛，人们深受苛税之苦。有一天，李昪在北苑宴请群臣时说：“现在近郊都下起雨来，惟独京城不下雨，为什么呢？难道是我们有刑事冤案吗？”申渐高上前说，“雨水也怕税啊，不敢进京城”，李昪听完大笑，第二天就减免了很多不合理的税赋。

### 誤饮鸩死
《資治通鑑》記載，徐知詢威望很高，李昪担心难以制御，于是召徐知詢赴宴并赐知詢一杯鸩酒說：「祝你長壽千歲！」知詢懷疑酒被下毒，倒一半献给李昪說：「不如一人一半，大家都活五百歲。」李昪脸色大变，左右都不知所措。申渐高看情況太尷尬了，走上殿為兩人解圍，把这两杯酒一起喝了，喝光之后，拿着酒杯离开了。李昪暗地里派人送去解药，但申渐高已头部溃烂而死。
《南唐書》中此一事件主角由徐知詢變成周本。